# Unitas
Unitas – grupa ekumeniczna istniejąca od października 1997 r. (choć początki sięgają lat siedemdziesiątych XX w.). Powstała jako jedna z grup dyskusyjnych w „Beczce” w Krakowie. Uczestnicy grupy to osoby w każdym wieku, spotykające się na Papieskiej Akademii Teologicznej na wspólnych modlitwach i rozmowach. Grupa była otwarta na uczestnictwo osób z każdego wyznania chrześcijańskiego - zarówno spośród rzymskich katolików, jak i przedstawicieli innych wyznań, np. prawosławni, baptyści, ewangelicy, starokatolicy, metodyści – świeckich, jak i duchownych. Krakowski Tydzień Modlitw o Jedność Chrześcijan tradycyjnie kończy się agapą przygotowaną właśnie przez Unitas.
8 stycznia 2013 grupa Unitas uległa samorozwiązaniu.